# Ka Lăng
Ka Lăng là một xã thuộc huyện Mường Tè, tỉnh Lai Châu, Việt Nam.

## Địa lý
Xã Ka Lăng có diện tích 140,57 km². Dân số xã năm 2015 là 2.406 người, mật độ dân số năm 2015 đạt 17 người/km² (2.406/140,57).

## Lịch sử
Thời Pháp thuộc, những năm 1920-1930 của thế kỷ 20, địa bàn 2 xã Ka Lăng và Tá Bạ ngày nay (tức xã Ka Lăng trước năm 2011) là vùng đất đai mang tên xã Ka Lang của khu Mường Te châu Quỳnh Nhai tỉnh Lai Châu xứ Bắc Kỳ Liên bang Đông Dương thuộc Pháp. Khu Mường Te (Mường Tè) khi đó gồm 6 xãː Ka Lăng (Ka Lang), Mương Te,  Núi Ka (tức Moun Ka), Ko Ka (tức Koan La San), Nio Po (tức Núi Po hay Moun Po), Pa Thang.
Sau Cách mạng tháng Tám năm 1945, Ka Lăng là một xã thuộc huyện Mường Tè, tỉnh Lai Châu, rồi cùng huyện Mường Tè tỉnh Lai Châu thuộc khu Tự trị Thái Mèo (1955-1962) và Khu tự trị Tây Bắc (1962-1975) của Việt Nam Dân chủ Cộng hòa. Sau năm 1975, Ka Lăng là một xã của huyện Mường Tè tỉnh Lai Châu Việt Nam. Thời kỳ 1945-2011, địa bàn xã Ka Lăng gồm cả phần đất xã Tá Bạ ngày nay, và tiếp giáp với Trung Quốc ở cả hai phía tây và đông.
Ngày 14 tháng 10 năm 2011, phần nửa phía đông của xã Ka Lăng được tách ra để lập xã Tá Bạ. Thời điểm đó, xã Ka Lăng còn lại diện tích 140,57 km², dân số là 2.106 người, mật độ dân số đạt 15 người/km².